# أنطون زكري
انطون زكري( 1900- 1950م ) عالم لغات وأثري ومؤرخ مصري. ولد  في مدينة «طهطا» بمحافظة سوهاج المصرية لأسرة من الأقباط الكاثوليك، وقد شغف بالآثار القديمة منذ صغره فأنكب على دراسة التاريخ واللغات القديمة كالقبطية والمصرية القديمة والعبرية .
عمل زكري أمينًا لمكتبة المتحف المصري مما مكنه من الإطلاع على الكثير من الكتب والمراجع الهامة في «المصريات» كما أشبع قربه المستمر من الآثار (بحكم طبيعة عمله) شغفه الشديد بالتاريخ الفرعوني، فألف العديد من الكتب الهامة في هذا المجال مثل «النيل في عهد الفراعنة» و«مفتاح اللغة المصرية القديمة ومبادئ اللغتين القبطية والعبرية» و«الأدب والدين عند المصريين القدماء».

## وفاته
توفي زكري عام 1950 في حادث سيارة مروع.